# Битва под Гайся
Битва при Гайся (кит. 垓下之战) — битва, произошедшая в 203 году до нашей эры, которая положила конец противостоянию княжеств Чу и Хань, длительной борьбе между Лю Баном и Сян Юй за контроль над страной после падения империи Цинь. Это битва стала одним из наиболее значительных поворотных моментов в истории Китая. В этой битве победила Хань во главе с Лю Баном, который впоследствии стал императором Китая.
Армия Чу страдала от недостаточного снабжения продовольствием, а Сян Юй попал в сложную ловушку. Тогда Хань Синь приказал исполнять повсеместно чуские песни, чтобы вызвать у чуских солдат ощущение ностальгии и создать ложное впечатление, что Чу давно занято ханьскими войсками. Боевой дух чуской армии упал, многие солдаты дезертировали.
Сян Юй попытался с отрядом из 26 человек вырваться из ловушки. Потом, когда он выбрался на северный берег реки У, он храбро чуть ли не в одиночку положил множество ханьских солдат, но в конце концов был схвачен войсками Лю Бана и покончил с собой.

## Последствия
Лю Бан стал единовластным правителем Китая. Княжество Чу было ликвидировано, а Лю Бан стал известен под именем императора Гао-цзу, основателя новой империи Хань, объединившей Китай на следующие четыре века, с 206 до н. э. до 220 года н. э.